# Kosmos 2528
Kosmos 2528, ruski vojni satelit za radioelektronsko izviđanje (ELINT), sustava Liana, iz programa Kosmos. Vrste je Lotos-S1 (Lotos-S2 br. 804). 
Lansiran je 25. listopada 2018. godine s kozmodroma Pljesecka s mjesta 43/4. Lansiran je u nisku orbitu oko planeta Zemlje raketom nosačem Sojuz-2.1b. Orbita mu je 244 km u perigeju i 900 km u apogeju. Orbitne inklinacije je 67,14°. Spacetrackov kataloški broj je 43657. COSPARova oznaka je 2018-082A. Zemlju obilazi u 96,10 minuta. 
Napaja se iz dvaju razmjestivih solarnih panela i baterija.
Iz misije je Blok-I 14S54 S/N 216 vratio se u atmosferu.

## Vanjske poveznice
- N2YO.com Search Satellite Database (engl.)
- Celes Trak SATCAT Format Documentation (engl.)
- Kunstman  Arhivirana inačica izvorne stranice od 12. kolovoza 2019. (Wayback Machine) Satellites in Orbit (engl.)